# Кіптявник іржастий
Кіптявник іржастий (Myiotheretes fumigatus) — вид горобцеподібних птахів родини тиранових (Tyrannidae). Мешкає в Андах.

## Опис

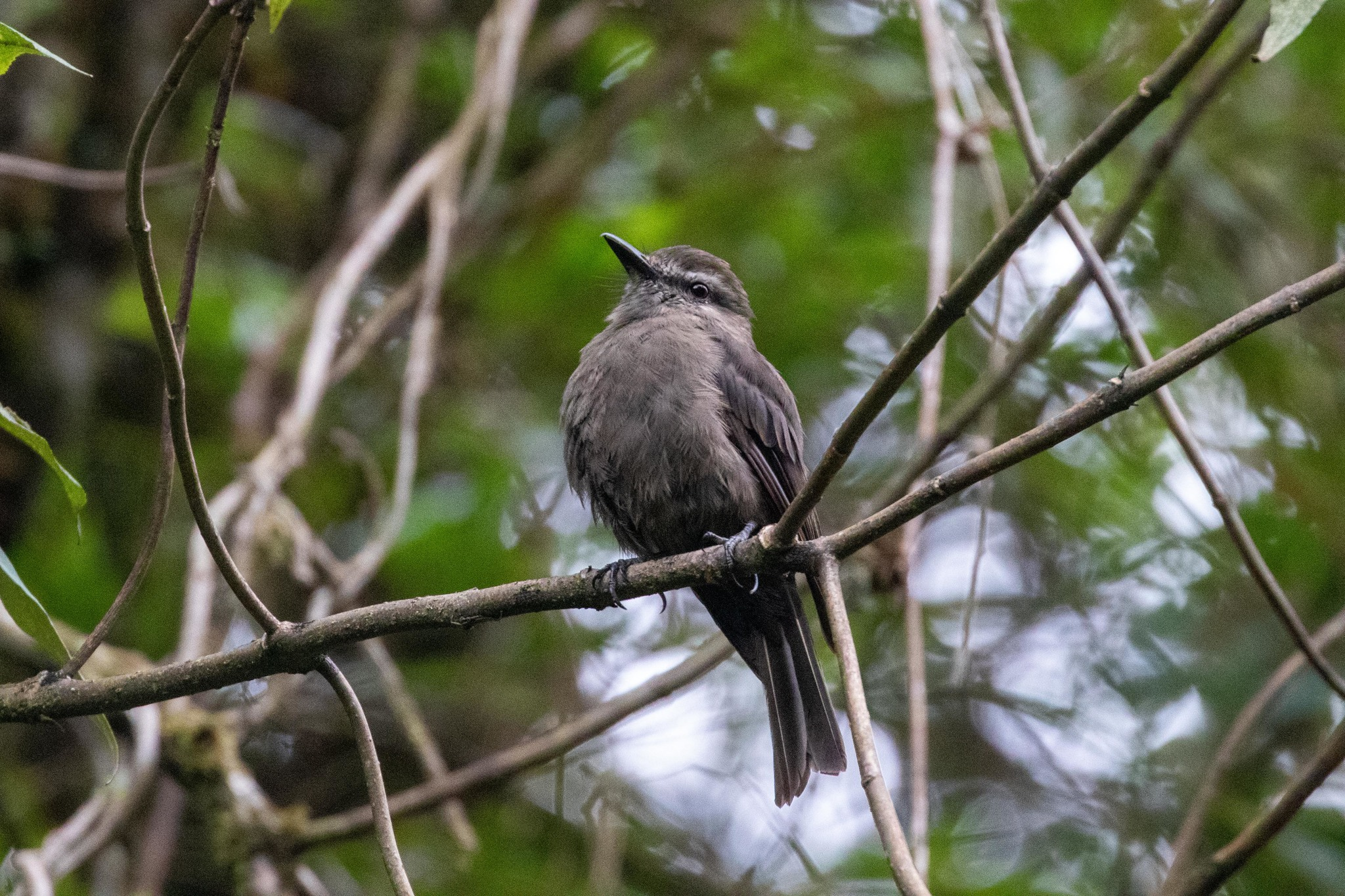
Іржастий кіптявник

Довжина птаха становить 20 см. Забарвлення переважно попелясто-коричневе. Над очима короткі білі "брови", на горлі білуваті смуги. Крила і хвіст темні. Покривні пера крил мають вузькі охристі края. Дзьоб міцний, чорний.

## Підвиди
Виділяють чотири підвиди:
- M. f. olivaceus (Phelps & Phelps Jr, 1953) — гори Сьєрра-де-Періха, Східний хребет Анд в Колумбії і Венесуелі (Тачира);
- M. f. fumigatus (Boissonneau, 1840) — Анди в Колумбії і північному Еквадорі;
- M. f. lugubris (Berlepsch, 1883) — Анди на заході Венесуели (Кордильєра-де-Мерида);
- M. f. cajamarcae (Chapman, 1927) — Анди в Еквадорі (на південь від Каньяра) і Перу (на південь до Куско).

## Поширення і екологія
Іржасті кіптявники мешкають у Венесуелі, Колумбії, Еквадорі і Перу. Вони живуть у вологих гірських тропічних лісах, на узліссях та у високогірних чагарникових заростях. Зустрічаються поодинці або парами, переважно на висоті від 1800 до 3000 м над рівнем моря. Живляться комахами, яких ловлять в польоті або на землі.